# Alonso Fernández de Lugo
Alonso Fernández de Lugo (Sanlúcar de Barrameda, c. 1455-San Cristóbal de La Laguna, 20 de mayo de 1525) fue un hidalgo y conquistador castellano responsable de la incorporación definitiva de las islas Canarias a la Corona de Castilla en el siglo XV.
Participó en la conquista de Gran Canaria y capitaneó las de La Palma y Tenerife, de las que sería posteriormente gobernador vitalicio. También fue nombrado por los Reyes Católicos capitán general y gobernador de Berbería desde el cabo de Aguer hasta el de Bojador, y le concedieron el título honorífico de adelantado mayor de las islas Canarias.
Fue el primer colonizador europeo de Agaete en Gran Canaria, así como el fundador de las ciudades de Santa Cruz de Tenerife y San Cristóbal de La Laguna, en Tenerife, y de Santa Cruz de La Palma y Tazacorte en La Palma.

## Biografía

### Orígenes y primeros años
Alonso Fernández de Lugo nació en Sanlúcar de Barrameda hacia el año 1455, siendo hijo segundo del matrimonio formado por Pedro Fernández de Lugo e Inés de las Casas. Sus abuelos paternos fueron el gallego Pedro Fernández de Lugo Señorino y su esposa la sanluqueña María Gutiérrez de Escalante. Los abuelos maternos fueron, según el historiador Rafael Sánchez Saus, Guillén de las Casas y Catalina Álvarez.
Vecino de la villa de Sanlúcar durante su juventud, pasó luego a residir en Sevilla, donde fue vecino primero de la collación de San Román y posteriormente de la de San Andrés.
Su familia tenía relación con las islas Canarias ya desde mediados del siglo XV. Su padre Pedro de Lugo estuvo presente como testigo en la toma de posesión de Lanzarote por Adrián de Benavente, gobernador de las islas por los señores de Canarias Diego García de Herrera e Inés Peraza en agosto de 1455. Asimismo, su tío llamado Alonso Fernández de Lugo como él, había fundado en 1441 junto a su esposa Catalina Martínez de Luna la iglesia y hospital de la Santísima Trinidad de Sanlúcar de Barrameda para alivio de quienes iban y venían de las islas, y en 1443 junto a otros vecinos el convento franciscano de Santa María de Jesús de dicha ciudad, adscrito a la vicaría misional de Canarias. Por su parte, Juan de Lugo, mercader y prestamista de Sevilla hijo de los anteriores, financió las primeras armadas que fueron enviadas a la conquista de Gran Canaria en 1478, siendo él quien enrolara probablemente a su primo Alonso de Lugo en las huestes conquistadoras en opinión del historiador Antonio Rumeu de Armas.
De los hechos de Alonso de Lugo durante su juventud nada se sabe. Algunos cronistas antiguos como Felipe de la Gándara dicen que su estreno en las armas tuvo lugar durante las guerras de Granada, suponiendo el historiador José Rodríguez Moure que debió participar, como vecino de Sevilla, en alguno de los frecuentes encuentros con los musulmanes granadinos a lo largo de la frontera.

### Participación en la conquista de Gran Canaria
En mayo de 1478 Alonso de Lugo se embarca en la expedición de conquista de la isla de Gran Canaria encargada por los reyes al obispo de San Marcial del Rubicón Juan de Frías, y comandada por el capitán Juan Rejón y el deán de Rubicón Juan Bermúdez.
Lugo está presente en la fundación el 24 de junio de 1478 del real de Las Palmas junto al barranco Guiniguada, germen de la futura ciudad de Las Palmas de Gran Canaria. Poco después participará como uno de los capitanes de la infantería en el primer choque entre los conquistadores y los aborígenes, la conocida como batalla del Guiniguada, de la que salen victoriosos los castellanos.
Durante las semanas siguientes surgen disensiones entre los conquistadores, formándose dos bandos en el real: los partidarios de Bermúdez y los que seguían al capitán Rejón. Finalmente, conocido por los reyes el conflicto y la consecuente parálisis en la conquista, envían a finales de 1478 a Pedro del Algaba como gobernador para mediar entre los bandos e impulsar la conquista. No obstante, tiempo después de su llegada Algaba termina tomando partido por el deán. Alonso de Lugo, que era concuñado de Algaba, apoyó la causa de este y participó en los hechos que condujeron al aprisionamiento de Rejón y su envío a la península a comienzos de 1479.
Rejón volverá a la isla el 2 de mayo de 1480, entrando secretamente en el real y ocultándose en casa de un partidario. A la mañana siguiente, durante la misa por la Santa Cruz en la iglesia del real, corre el rumor entre los asistentes de la presencia de Rejón. Alonso de Lugo y un compañero acuden a armarse a la casa del primero, donde son sorprendidos por los amigos de Rejón poco después. Tras la muerte del compañero de Lugo durante el enfrentamiento, este se rinde, siendo hecho prisionero y desterrado junto al resto de partidarios del deán a la isla de El Hierro según Alfonso de Palencia, o a La Gomera según Juan de Abréu Galindo. Por su parte, el gobernador Algaba es ejecutado en el real poco después acusado de alta traición.
Alcaidía de la torre de Agaete
En verano de 1480 Lugo retornará a Gran Canaria incorporándose de nuevo a las operaciones de conquista una vez desterrado Rejón por el nuevo gobernador Pedro de Vera.
Entre agosto y septiembre de 1481 los conquistadores se trasladan al noroeste de Gran Canaria para aumentar la presencia castellana en el reino de Gáldar. En Agaete construyen una torre, que queda a cargo de Alonso de Lugo como alcaide, y donde permanecerá durante el resto de la conquista, donde «cada día peleavan e fué muchas veces herido e sufrió muchos trabajos e hanbres e muertes de criados e parientes e otras personas e muchas afrentas e peligros».
Según la tradición histórica, a la torre de Agaete llegará Hernán Peraza el Mozo, quien había sido enviado por los reyes para que participara en la conquista junto a un grupo de sus vasallos gomeros en compensación por el asesinato del capitán Juan Rejón poco antes en su isla. Peraza y Lugo consiguen posteriormente apresar al guanarteme Tenesor Semidán durante una entrada en Gáldar, hecho que favorecerá la posterior consumación de la conquista.
El cronista coetáneo Andrés Bernáldez describe la participación de Lugo en la conquista de Gran Canaria de la siguiente manera: «Fue Alonso de Lugo en esta conquista capitán, al cual los canarios querían mucho, porque con mucho amor los trataba é conquistaba; era medianero muchas veces entre ellos é Pedro de Vera, en las paces, é treguas é concierto».

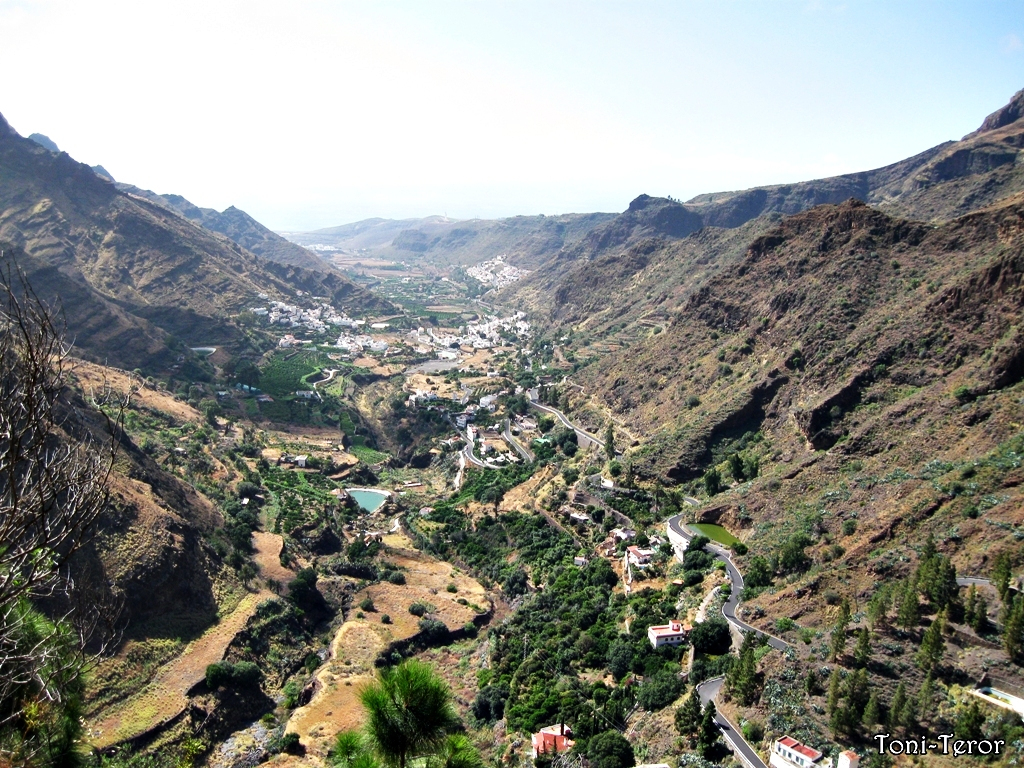
Valle de Agaete, donde Alonso de Lugo fue alcaide de su torre durante la conquista y fundará luego su primera hacienda canaria.

Fin de la conquista y asentamiento en la isla
Finalizada la conquista de Gran Canaria el 29 de abril de 1483, Lugo tomó para si tierras en el valle de Agaete que serían confirmadas posteriormente por el gobernador Pedro de Vera durante el repartimiento de la isla en 1485. En dicho reparto se le conceden noventa fanegas de tierra de regadío, que serían ratificadas por real cédula en febrero de 1492 a petición del propio Lugo.
En su nueva condición de colono, Alonso de Lugo instalará en estas tierras su hacienda y traerá desde Castilla a su esposa e hijos. En su heredamiento «edificó e plantó e despedró muchas tierras, e sacó acequias, hizo caminos», dedicando las tierras principalmente al cultivo de caña de azúcar y construyendo para ello uno de los primeros ingenios azucareros de la isla. Gastó en todo ello más de 4 000 doblas, necesitando la ayuda económica de su hermano mayor el jurado sevillano Pedro Fernández de Señorino, y quedando en parte endeudado.
Desde este enclave hará frecuentes incursiones en la vecina isla de Tenerife, donde lleva a cabo razias sobre los guanches y sus ganados.

### Conquista de La Palma

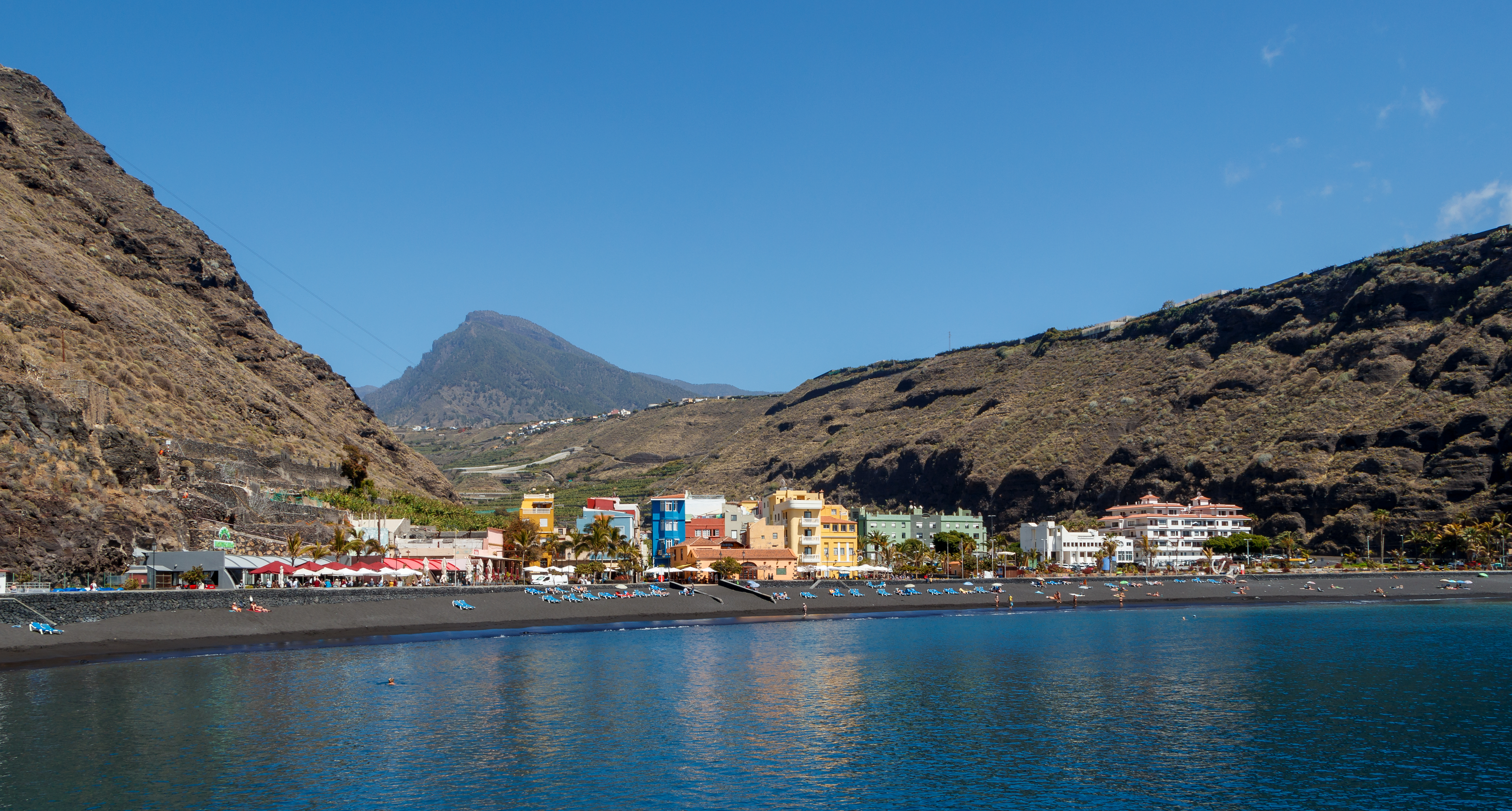
Puerto de Tazacorte, lugar en el que desembarcan Alonso de Lugo y su ejército para la conquista de La Palma en 1492.

Alonso de Lugo parte a la Corte en 1491 para concertar con los Reyes Católicos la conquista de la isla de La Palma. Los reyes se la conceden en junio de 1492, con la condición de que la acabara en un año a contar desde el primero de octubre, y que corriera el capitán con los gastos de la empresa. A cambio, los reyes le concedían la gobernación de la isla, el poder beneficiarse de los quintos de la Corona «de los captivos e ganados e bienes» de La Palma y de la mitad de los que se hicieran en Tenerife y Berbería, así como la promesa de 700 000 maravedíes. Para armar la expedición Lugo crea una sociedad comercial con el banquero florentino Juanoto Berardi y el mercader genovés Francisco de Riberol, empresarios italianos afincados en Sevilla. Los societarios se repartían los gastos y ganancias por terceras partes.
El 29 de septiembre de 1492 Alonso de Lugo desembarca en Tazacorte con novecientos soldados entre castellanos y canarios. A su llegada a La Palma reafirma las paces con cuatro de los doce bandos de la isla que habían pactado anteriormente con el juez pesquisidor de Gran Canaria Francisco Maldonado y con el obispo de Canarias. La resistencia del resto de la isla fue escasa, con la salvedad del bando de Aceró liderado por Tanausú. Finalmente, y tras varios intentos infructuosos de penetrar en la Caldera de Taburiente donde se habían hecho fuertes los palmeros, el 3 de mayo de 1493 Lugo logra apresar a Tanausú, con lo que se da por concluida la conquista de la isla.

### Conquista de Tenerife
Preparativos

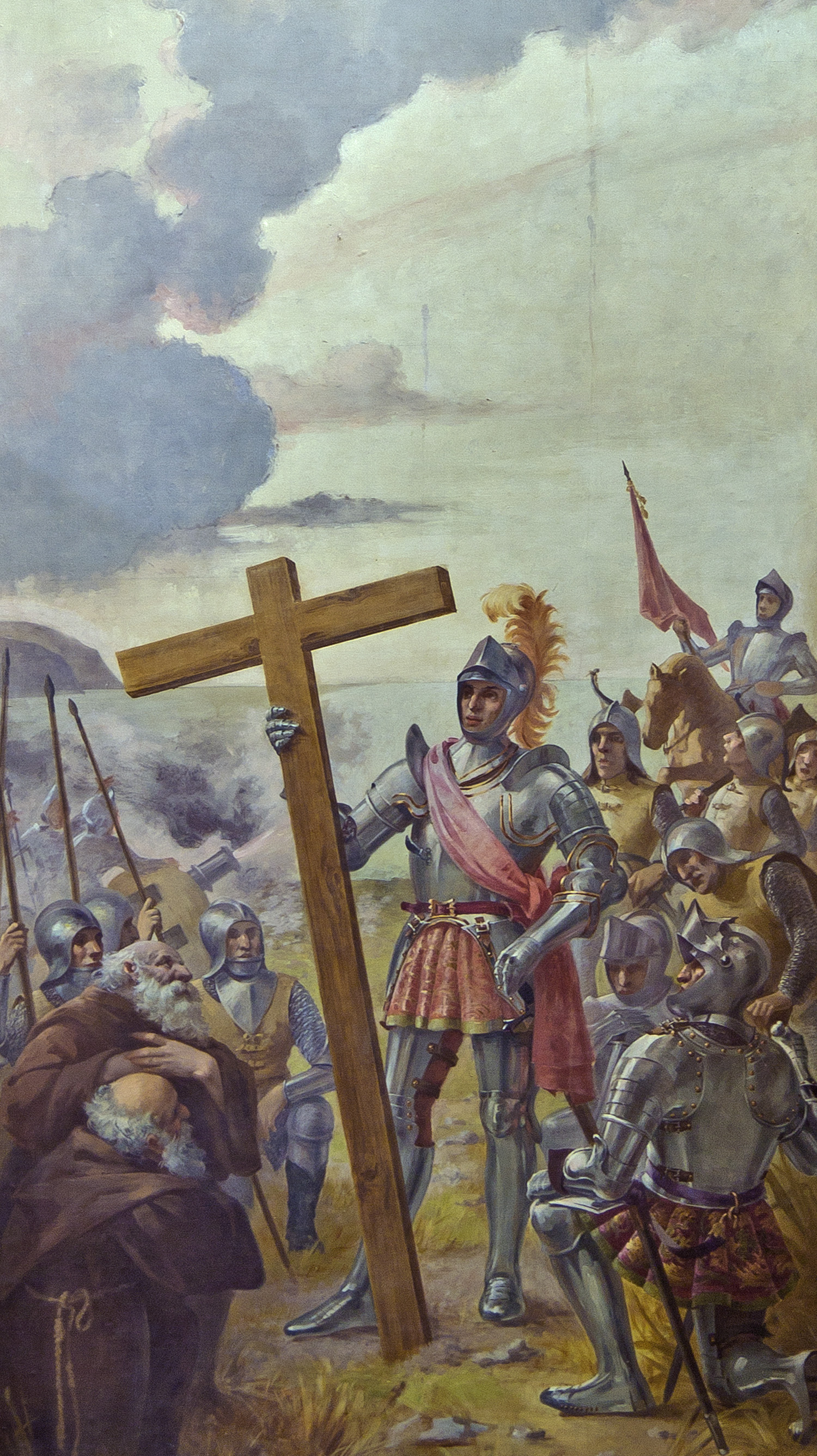
Alonso de Lugo funda Santa Cruz de Tenerife el 3 de mayo de 1494. Lienzo de Manuel González Méndez ubicado en el Parlamento de Canarias.

Culminada la incorporación de La Palma a la Corona de Castilla, Lugo parte de nuevo hacia la Corte para capitular la conquista de Tenerife. Los reyes le conceden los derechos en diciembre de 1493. Agradecido por los privilegios otorgados, renuncia a los 700 000 maravedíes que los monarcas le debían por la conquista de La Palma, lo que provoca las quejas de sus socios de la empresa palmera Berardi y Riberol.
Durante su estancia en la Corte, Lugo denuncia ante los reyes la entrada esclavista que varios armadores sevillanos habían realizado en el bando de Anaga, reino de paces, y que ponía en riesgo la estrategia conquistadora que planeaba. Los reyes mandan que los guanches esclavos sean liberados y entregados a Lugo para que los devolviera a la isla y poder retomar las paces. En cambio, les informa también de supuestas deslealtades por parte de los bandos de paces palmeros, para así justificar la venta de estos como esclavos.
Para financiar la expedición de conquista, Lugo vende sus haciendas de Sanlúcar de Barrameda y Sevilla, y se concierta de nuevo con los comerciantes genoveses Mateo Viña, Francisco Palomar y Guillermo de Blanco, y con el mallorquín Nicolás Angelat.
Primera entrada
A principios de mayo de 1494, el ejército conquistador desembarca en Añazo, donde Lugo funda el real de Santa Cruz como base de operaciones y reafirma las paces que Pedro de Vera había hecho con los bandos de Güímar, Adeje, Abona y Anaga.
Poco después Lugo se entrevista en la Laguna con el mencey de Taoro Bencomo, líder de los bandos de guerra —Taoro, Tacoronte, Tegueste, Daute e Icod— de la que resultan enemigos. Ambos bandos se retiran, y luego Lugo avanza hacia el interior de la isla para comenzar la conquista. En las proximidades del barranco de Acentejo son cercados por los guanches, desarrollándose la conocida como matanza de Acentejo al quedar prácticamente destruido el ejército castellano. El propio Lugo resulta herido al recibir una pedrada en la mandíbula, y escapa del combate gracias a la ayuda de su sobrino Pedro Benítez de Lugo el Tuerto.
Reunidos los supervivientes en el real de Añazo, Lugo ordena la retirada a Gran Canaria.
Segunda entrada
Una vez en Las Palmas, Lugo recaba la ayuda del III duque de Medina Sidonia Juan Alonso Pérez de Guzmán, que envía a la isla un cuerpo de soldados veteranos de la guerra de Granada, así como de Inés Peraza y Beatriz de Bobadilla, señoras de Fuerteventura y Lanzarote, y de La Gomera y El Hierro respectivamente. Además, para poder financiarse nuevamente, el capitán conquistador tiene que vender todos sus bienes y posesiones, entre las que se encuentra su heredamiento de Agaete, y volver a concertar un acuerdo con los mismos armadores de la anterior entrada. Organizada la ayuda, parte hacia Castilla para pedir a los reyes una prórroga del plazo de culminación de la conquista, lo cual logra.
Mientras espera la llegada de las tropas del duque, Lugo regresa a Tenerife a principios de 1495. Durante esta operación refuerza la torre de Añazo, reafirma una vez más las paces con los reyes amigos y construye una nueva torre en el interior, en la zona posteriormente conocida como Gracia.
Las tropas peninsulares llegan en octubre al puerto de Las Palmas, donde son recibidas personalmente por Lugo; desembarcan en Añazo a principios de noviembre. Poco después de su arribada se internan en la isla y se encuentran con las fuerzas guanches en las llanuras próximas al campamento de Gracia. Se entabla así la conocida como batalla de La Laguna el 14 de noviembre, de la que resultan derrotados los guanches y muertos sus principales caudillos Bencomo y Tinguaro.
Fin de la conquista

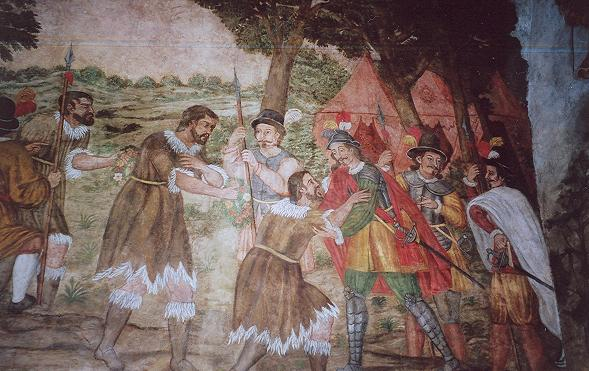
Rendición de los menceyes. Pintura de Carlos de Acosta.

A mediados de diciembre se reanuda la campaña, internándose Lugo y sus huestes hacia el reino de Taoro. Cerca del barranco de Acentejo vuelven a enfrentarse a los guanches en la llamada victoria de Acentejo, y esta vez los derrotados son los nativos. Esta victoria acaba prácticamente con la resistencia guanche.
En los meses siguientes se llevan a cabo campañas de castigo y razias, hasta que Lugo licencia a gran parte de las tropas el 15 de febrero de 1496.
En marzo, Lugo parte hacia Castilla para vender los esclavos apresados y pagar así parte de sus deudas, y regresa enseguida a Tenerife. En mayo se presentan en el realejo de Taoro los menceyes de los bandos de guerra para someterse a los conquistadores, con lo que se da por concluida la conquista de la isla. Lugo vuelve entonces a embarcarse rumbo a la Corte para presentar ante los reyes a los menceyes vencidos y recibir sus recompensas. Durante este tiempo, se llevan a cabo reclamaciones contra el capitán conquistador por parte de quienes le prestaron ayuda y servicios durante la conquista.

### Gobernación de La Palma y Tenerife
Los reyes habían prometido a Alonso de Lugo la gobernación de La Palma y Tenerife una vez terminara la conquista, con jurisdicción civil y criminal y autoridad para nombrar los oficios de los cabildos.
La merced que confirmaba su nombramiento como gobernador vitalicio de Tenerife le fue expedida por los reyes en Burgos el 5 de noviembre de 1496, mientras que la de La Palma lo fue el 5 de diciembre siguiente.
Procurador en las Cortes de Castilla de 1510
Como adelantado mayor de Canarias, Lugo fue convocado para participar como procurador en las Cortes de Castilla que se iban a celebrar en la villa de Madrid en el verano de 1510. En ellas comparece y el 6 de octubre hace su juramento de acatar los derechos sucesorios del príncipe Carlos como heredero a la corona, así como la ratificación de varios capítulos de la concordia de Blois de 1509 relativos a la posición del rey Fernando el Católico en la gobernación de Castilla.

### Expediciones a Berbería de Poniente
A finales de 1497, Alonso de Lugo prepara una expedición a la vecina costa africana con la intención de levantar a sus expensas una nueva torre próxima a la de Santa Cruz de la Mar Pequeña, erigida en 1496 por el gobernador de Gran Canaria Alonso Fajardo. Mientras ultimaba los preparativos en el puerto de Santa Cruz de Tenerife, Lugo recibe la noticia del fallecimiento de Fajardo en Berbería, por lo que zarpa en tres carabelas para auxiliar a la guarnición que había quedado en la torre de la Mar Pequeña. No obstante, una vez en el continente, son atacados por una armada de ocho carabelas dirigida por el capitán portugués Diego de Silva, que había sido enviado por su suegra la señora de Canarias Inés Peraza para «estorbar» a Lugo, destruyéndole todos los pertrechos y mantenimientos que había llevado, y robándole las tres carabelas. Lugo, fracasado su intento, regresa a Tenerife, demandando ante los reyes a Inés Peraza posteriormente por los daños ocasionados.

Alonso de Lugo fue nombrado en 1499 gobernador y capitán general de Berbería de Poniente desde el cabo de Aguer hasta el de Bojador.

Más tarde, Lugo concertó con los Reyes Católicos capitulaciones en Granada en octubre de 1499 para la conquista de las tierras de Berbería «desde el cabo de Aguer fasta el cabo de Boguedor». Los reyes le concedían además licencia para conceder cartas de seguro a los bereberes de la región.
En las capitulaciones Lugo se comprometía a construir a su costa tres fortalezas en el litoral africano —una en la desembocadura del río Nun, otra en la villa de Tagaos, más tarde modificado el lugar por el cabo de Aguer, y la tercera en el cabo Bojador—, a mantenerlas guarnecidas y a reducir a vasallaje a los habitantes de las proximidades, siendo en contrapartida nombrado por los reyes capitán general y gobernador vitalicio de dicho territorio con un salario de 365 000 maravedíes al año.
Alonso de Lugo prepara una nueva armada que parte de Canarias y arriba a la costa africana en el otoño de 1501, desembarcando en el puerto de San Miguel de Asaca, en la desembocadura del río Nun, donde construye la torre de San Miguel de Saca. Poco tiempo después los castellanos son atacados por varias tribus bereberes que no estaban de acuerdo con las paces asentadas con los Reyes Católicos, desarrollándose la conocida en la historiografía como «batalla de las torres». Los castellanos son completamente derrotados, muriendo la mayor parte del ejército compuesto de unos doscientos hombres, siendo el propio Alonso de Lugo gravemente herido. Logró escapar gracias al auxilio de varios bereberes amigos, quienes lo trasladaron primero a Tagaos y posteriormente a Mar Pequeña donde fue finalmente rescatado por las gentes de Inés Peraza y llevado a Tenerife.
Al siguiente año Lugo regresará a Berbería para continuar con su misión de construir las torres capituladas con los reyes, esta vez en San Bartolomé de Bojador y en Galevarba en la bahía de Agadir. No obstante, mientras se encontraba ultimando la construcción de esta última fortaleza, los reyes le ordenaron que abandonara la misión por presiones diplomáticas del rey Manuel I de Portugal.
Debido al fracaso de estas expediciones, el patrimonio de Lugo quedó mermado pues había gastado en la operación hasta un millón de maravedíes. Por este motivo los reyes le conceden el título honorífico de adelantado de Canarias «con todas sus honras y franquicias».
En julio de 1509 Lugo traspasó a su hijo mayor Pedro Fernández de Lugo parte de sus derechos en la costa africana, nombrándole su capitán general.

### Fallecimiento

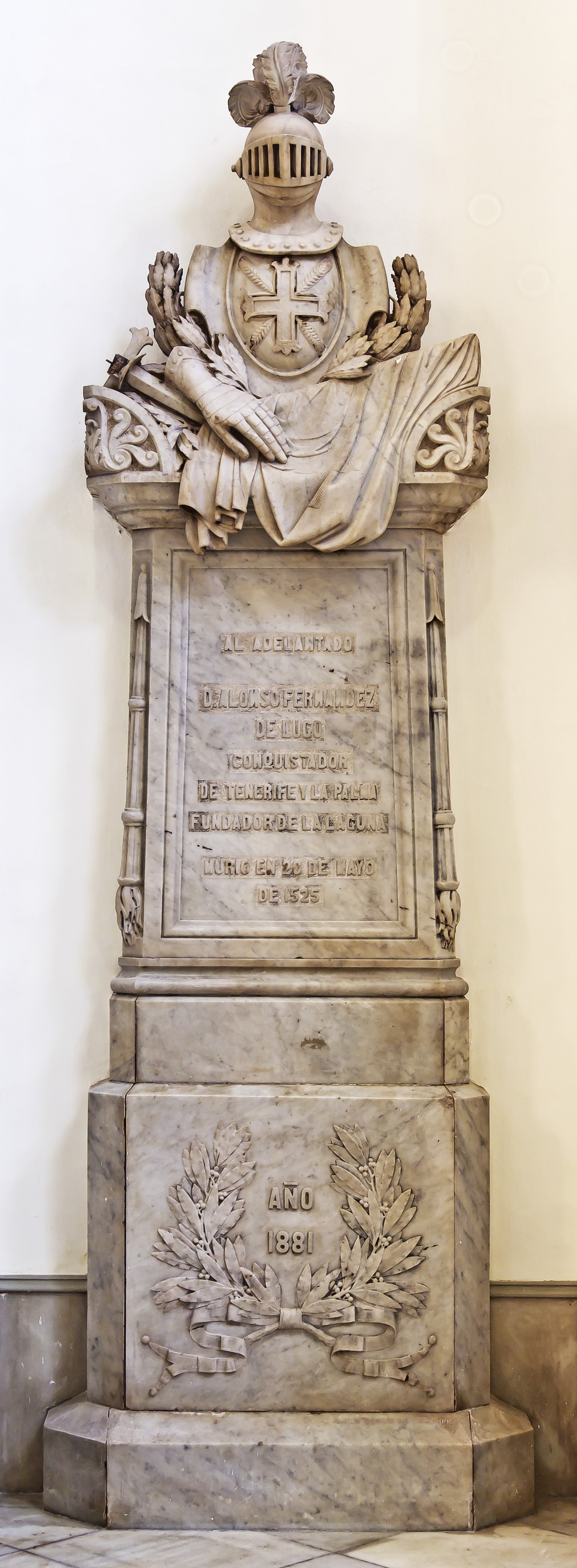
Monumento funerario en la Catedral de La Laguna que contiene los restos de Alonso de Lugo.

Alonso de Lugo hizo testamento estando enfermo el 13 de marzo de 1525 mientras se encontraba en Santa Cruz. El 20 de mayo siguiente fallece en sus casas de la plaza del Adelantado de La Laguna, siendo enterrado según su voluntad en la capilla mayor de la iglesia de san Miguel de las Victorias del convento franciscano de La Laguna.
Traslado de sus restos mortales
El 28 de julio de 1810 un gran incendio destruyó totalmente el convento de San Francisco de La Laguna en cuya iglesia se encontraba el sepulcro de Alonso de Lugo. Posteriormente parte del solar del derruido templo fue vendido durante la desamortización del Trienio Liberal y convertido en huerta.
El 18 de junio de 1860 una comisión creada para localizar la tumba del Adelantado encontró los restos de Lugo, siendo exhumados y depositados en una caja que fue guardada en la nueva capilla del Santuario del Cristo hasta que el 1 de agosto de 1881 fueron trasladados solemnemente por las autoridades civiles y religiosas en cortejo fúnebre hasta la catedral de la ciudad después de haberse celebrado diversos actos. Los restos fueron finalmente depositados en un monumento funerario hecho de mármol de Carrara y que persiste ubicado en la girola del templo.

## Matrimonios y descendencia
Hacia 1475 contrajo matrimonio en Sevilla con Violante de Valdés y de Gallinato, hija de Fernán Suárez Gallinato, «señor de la casa de su apellido en Andalucía» según el genealogista Francisco Fernández de Bethencourt. Violante era hermana de Leonor Suárez de Gallinato, esposa del gobernador de Gran Canaria Pedro del Algaba.
El matrimonio tuvo los siguientes hijos:
1. Pedro Fernández de Lugo (c. 1476-1536), II adelantado de Canarias. Casado con Inés de Herrera, hija de los señores de La Gomera y El Hierro Hernán Peraza y Beatriz de Bobadilla. Con sucesión:
  1. Alonso Luis Fernández de Lugo (c. 1506-1556), III adelantado de Canarias. Casado con Beatriz de Noroña y Mendoza. Con sucesión tanto legítima como ilegítima;
  2. Beatriz de Ayala (¿?-c. 1580), que casó con Álvaro de Fuentes y Guzmán, VII señor de Fuentes. Con sucesión.
2. Fernando Fernández de Lugo (c. 1485-1510).[nota 9] Falleció sin descendencia durante una incursión en Berbería.[nota 10]
3. Beatriz de Lugo (¿?-c. 1520), que premurió a su padre.[nota 11]

Violante muere hacia 1487 o 1490, siendo enterrada en la iglesia de Santiago de Gáldar.

Escudo de armas de Alonso Fernández de Lugo.

Alonso de Lugo contrajo un segundo matrimonio en 1498 en La Gomera con Beatriz de Bobadilla, viuda del señor de la isla Hernán Peraza. Aunque la mayoría de los historiadores consideran que no hubo descendencia de este matrimonio, es posible que la Beatriz de Lugo antes mencionada fuera fruto de este enlace.
Lugo enviuda también de su segunda esposa, fallecida en Medina del Campo en 1504.
Entre 1505 y 1506 negociará con el duque de Medina Sidonia Juan Alonso Pérez de Guzmán un nuevo matrimonio con Isabel de Zúñiga, hija del conde de Bañares y de Ayamonte Pedro de Zúñiga, y prima hermana y cuñada del duque. Dicho matrimonio obedecía al interés de Lugo en asegurarse el apoyo del duque en el control de las islas de su gobernación con motivo de la inestabilidad en Castilla tras la muerte de la reina Isabel y del rey Felipe el Hermoso. Finalmente, tras la derrota del duque en el sitio de Gibraltar, el enlace no llegó a realizarse.
En 1513 contraerá matrimonio por poderes con la francesa Juana de Masieres, dama de la reina consorte Germana de Foix, otorgándole escritura de dote y arras en San Cristóbal de La Laguna el 27 de junio de 1514. Ella trajo al matrimonio como dote 2 200 ducados en oro, joyas, ropas y dinero, y él aportó como arras otros 2 200 ducados, hipotecando para ello su heredamiento de El Realejo. De este enlace nació:
1. Luisa de Lugo (c. 1515-¿?), casada con Juan Pérez de Cabrera, hidalgo conquense que fue gobernador de Honduras y Veragua en América. Con sucesión:
  1. Jacoba de Cabrera y Lugo. Se trasladó a Lima donde se casó con el mariscal Melchor Vázquez de Arce, gobernador de Cuenca en el reino de Quito. Con sucesión.[90]

Algunos genealogistas e historiadores incluyen como hija de este tercer matrimonio a Constanza de Lugo, quien fuera esposa de Diego Pérez de Santiesteban y Sandoval, alcaide de Baza y comendador del Campo de Criptana de la orden de Santiago. No obstante, esta Constanza consta que estaba casada ya en 1493 y había fallecido antes de 1513, dejando hijos mayores de edad. Debió ser en realidad prima hermana del adelantado de Canarias, hija de su tío homónimo, lo que hizo que los genealogistas posteriores la confundieran como vástago del adelantado.
Alonso de Lugo tuvo además un hijo ilegítimo con una mujer desconocida:
1. Pedro de Lugo (c. 1490-¿?),[nota 12] clérigo que tomó los hábitos de la orden franciscana.[96]

## Personalidad
Aunque los primeros historiadores ensalzan la personalidad de Alonso Fernández de Lugo, la historiografía moderna es más severa a la hora de enjuiciar su proceder, sobre todo al valorar su actitud desleal hacia los aborígenes de los bandos de paces, es decir, aquellos que habían pactado su rendición con los conquistadores.
El historiador Antonio Rumeu de Armas definió a Lugo de la siguiente manera:

Alonso de Lugo no es mejor ni peor que otros conquistadores de la tierra. Tiene virtudes de unos y defectos de otros y viceversa. Su retrato podría ser éste: valiente hasta rayar en la temeridad; es decir, más esforzado que buen capitán, mejor soldado que estratega —ello explica algunos de sus fracasos—; ambicioso, y como tal, andariego e inquieto; rebelde unas veces, sumiso y obediente otras, según las circunstancias. En fin, hábil, mañoso, interesado, con pocos escrúpulos, arbitrario, despótico, gran protector de los de su linaje y en extremo devoto de los santos... Es el modelo de los conquistadores de todas las épocas, con todas las virtudes y vicios inherentes al cargo. Su escenario es más reducido, pobre y bucólico que el que tuvieron para teatro de sus hazañas los grandes conquistadores de América; por eso su figura queda también en un discreto segundo plano.